# Izrael na Mistrzostwach Europy w Lekkoatletyce 2010
Izrael na Mistrzostwach Europy w Lekkoatletyce 2010 – reprezentacja Izraela podczas czempionatu w Barcelonie liczyła szesnastu zawodników. 

## Wyniki reprezentantów Izraela

### Mężczyźni
- Bieg na 100 m
  - Dmitriy Glushchenko z czasem 10,50 odpadł w półfinale

- Bieg na 200 m
  - Dmitriy Glushchenko z czasem 21,09 odpadł w eliminacjach

- Bieg na 800 m
  - Dastein Amrany z czasem 1:51,51 odpadł w eliminacjach

- Bieg na 5000 m
  - Gezachw Yossef z czasem 13:55,97 odpadł w eliminacjach

- Bieg na 10 000 m
  - Moges Tesseme z czasem 29:50,78 zajął 20. miejsce w finale

- Maraton
  - Wodage Zwadya z czasem 2:24:39 zajął 22. miejsce
  - Ayele Setegne z czasem 2:26:26 zajął 23. miejsce
  - Dastaho Svnech z czasem 2:28:36 zajął 30. miejsce
  - Brihun Weve z czasem 2:31:47 zajął 34. miejsce
  - Zohar Zemiro z czasem 2:36:58 zajął 38. miejsce

- Skok w dal
  - Yochai Halevi z wynikiem 7,90 zajął 18. miejsce w eliminacjach i nie awansował do finału

- Trójskok
  - Yochai Halevi z wynikiem 16,43 zajął 11. miejsce w finale

- Skok o tyczce
  - Brian Mondschein z wynikiem 5,30 zajął 23. miejsce w eliminacjach i nie awansował do finału
  - Yevgeniy Olkhovskiy z wynikiem 5,30 zajął 24. miejsce w eliminacjach i nie awansował do finału

### Kobiety
- Bieg na 100 m przez płotki
  - Irina Lenskiy z czasem 13,41 odpadła w pierwszej rundzie

- Skok wzwyż
  - Danielle Frenkel zajęła z wynikiem 1,85 dwunaste miejsce, a w eliminacjach rezultatem 1,92 ustanowiła nowy rekord Izraela
  - Ma'ayan Fureman zajęła z wynikiem 1,78 26. lokatę w eliminacjach i nie awansowała do finału